# Lilla lejonet
Lilla lejonet (Leo Minor på latin) är en liten och svag stjärnbild på norra stjärnhimlen. Konstellationen är en av de 88 moderna stjärnbilderna som erkänns av den Internationella Astronomiska Unionen.

## Historik
Stjärnbilden föreslogs av den polske astronomen Jan Hevelius 1687 i hans verk Catalogus Stellarum Fixarum. Hevelius skapade konstellationen från arton stjärnor mellan de betydligt större stjärnbilderna Lejonet och Stora björnen.
1845 reviderades verket av Francis Baily, som markerade stjärnor starkare än magnitud 4,5 med grekiska bokstäver. Han gav emellertid inte stjärnbildens starkaste stjärna, Praecipua, beteckningen alfa i sin revision.
1870 gav den engelske astronomen Richard Proctor stjärnbilden namnet Leaena (ungefär Lejoninnan), i ett försök att korta stjärnbildens namn, men förslaget slog inte igenom.

## Stjärnor
Stjärnor med namn:

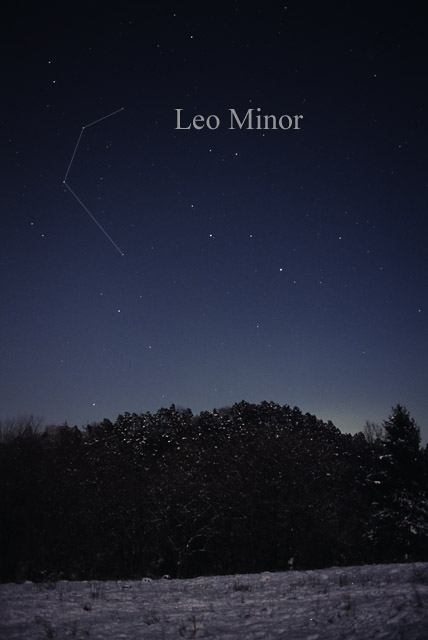
Stjärnbilden Lilla Lejonet (Leo Minor) som den kan ses med blotta ögat.

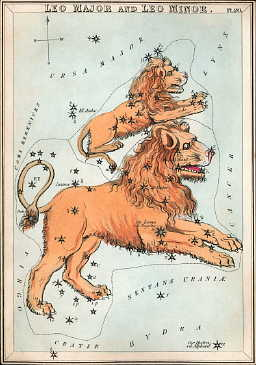
Lilla lejonet ovanför huvudet på Lejonet, London cirka 1825.

- Praecipua (Praecipula) - 46 Leonis Minoris magnitud 3,83

Stjärnor med Bayer-beteckning:
- Beta Leonis Minoris (31 LMi) 4,20

## Djuprymdsobjekt

### Galaxhopar
Arp 107 är en galaxhop med galaxer som håller på att kollidera. 